# Произношение
Произноше́ние, прононс (фр. prononcer — произносить) означает:
- особенности артикуляции звуков речи в каждом конкретном языке. Правильное произношение — совокупность орфоэпических норм, присущих той или иной разновидности языка.
- способ, образ, манера выговора, усвоенная народами, племенами, местными жителями, разными слоями общества. Слово может быть произнесено по-разному различными людьми или в среде различных социальных, территориальных, профессиональных, возрастных и прочих групп.

## Нарушение произношения
Первые слова ребёнок начинает отчётливо произносить между 9 и 18 месяцами. Затем заучивание новых слов идёт очень разными темпами, но в большинстве случаев к 2—3 годам ребёнок обладает достаточно большим словарным запасом.
Запоздалая или затруднённая речь, заикание, невнятная дикция могут быть вызваны дефектами в строении речевых органов.
- Короткая уздечка языка — короткая или укороченная уздечка языка даёт дефекты произношения звуков «ж», «ш», «р», «л».
- Парезы мышц губ и языка. Парез — это ослабление движений мышц. Движения речевых органов при этом вялые, неточные, иногда некоординированные.
- Также нарушения произношения могут быть вызваны неправильным прикусом зубов.
- Иногда встречается недоразвитие фонематического (речевого) слуха, которое мешает развитию правильного произношения.

Нарушения произношения часто являются следствием психологических условий.
- Дыхательный аппарат и речевые органы находятся в зависимости от чувств. Волнение, тревога, страх, гнев — эти эмоции вызывают затруднение дыхания, пересыхание ротовой полости. В некоторых случаях эта связь устанавливается очень прочно и быстро — это вызывает заикание.
- Часто нарушение дикции вызывает окружение, в котором вырос ребёнок. Известны случаи, когда речь ребёнка невозможно было понять потому, что он жил с беззубой матерью, произношение которой также было сильно искажено. В попытках повторить слова, произнесённые матерью, у ребёнка получалась абсолютно неразборчивая речь.

## Произношение и акцент
Особый практический интерес представляет явление иностранного акцента, которое не является патологией, но при яркой выраженности (так называемом «сильном акценте») может приводить к затруднениям в устных коммуникациях. Часто такие затруднения наблюдаются как в понимании говорящего с сильным акцентом носителями языка, так и в пониженных навыках аудирования (то есть восприятия реальной беглой речи носителей на слух) самого говорящего.